# UFC 192
UFC 192: Cormier vs. Gustafsson（ユーエフシー・ワンナインティツー：コーミエ・バーサス・グスタフソン）は、アメリカ合衆国の総合格闘技団体「UFC」の大会の一つ。2015年10月3日、テキサス州ヒューストンのトヨタセンターで開催された。

## 大会概要
本大会ではダニエル・コーミエとアレクサンダー・グスタフソンによるUFC世界ライトヘビー級タイトルマッチが組まれた。
キャリア5戦全勝のセージ・ノースカットがUFCデビュー。

### カード変更
負傷などによるカードの変更は以下の通り。
- アンソニー・ハミルトン → ヴィクトル・ペシュタ（第1試合）

- ラケル・ペニントン vs. レズリー・スミス → スミスの負傷により中止

- ジョニー・ヘンドリックス vs. タイロン・ウッドリー → ヘンドリックスの疾病により中止

## 試合結果

### アーリープレリム
第1試合 ヘビー級ワンマッチ 5分3R
○  デリック・ルイス vs.  ヴィクトル・ペシュタ ×
3R 1:15 TKO（マウントパンチ）
第2試合 フライ級ワンマッチ 5分3R
○  セルジオ・ペティス vs.  クリス・カリアソ ×
3R終了 判定3-0（29-27、29-27、29-28）
第3試合 72.6kg契約ワンマッチ 5分3R
○  セージ・ノースカット vs.  フランシスコ・トレヴィーノ ×
1R 0:57 TKO（パウンド）
※トレヴィーノの体重超過によりライト級から変更。

### プレリミナリーカード
第4試合 女子ストロー級ワンマッチ 5分3R
○  ローズ・ナマユナス vs.  アンジェラ・ヒル ×
1R 2:47 リアネイキドチョーク
第5試合 ライト級ワンマッチ 5分3R
○  アドリアーノ・マルチンス vs.  イスラム・マカチェフ ×
1R 1:46 TKO（右フック）
第6試合 ウェルター級ワンマッチ 5分3R
○  アルバート・トゥメノフ vs.  アラン・ジョウバン ×
1R 2:55 TKO（スタンドパンチ連打）
第7試合 フェザー級ワンマッチ 5分3R
○  ヤイール・ロドリゲス vs.  ダン・フッカー ×
3R終了 判定3-0（30-27、30-27、30-26）

### メインカード
第8試合 女子バンタム級ワンマッチ 5分3R
○  ジュリアナ・ペーニャ vs.  ジェシカ・アイ ×
3R終了 判定3-0（29-27、29-27、29-27）
第9試合 フライ級ワンマッチ 5分3R
○  ジョセフ・ベナビデス vs.  アリ・バガウティノフ ×
3R終了 判定3-0（30-27、29-28、30-27）
第10試合 ヘビー級ワンマッチ 5分3R
○  ルスラン・マゴメドフ vs.  ショーン・ジョーダン ×
3R終了 判定3-0（30-27、29-28、30-27）
第11試合 ライトヘビー級ワンマッチ 5分3R
○  ライアン・ベイダー vs.  ラシャド・エヴァンス ×
3R終了 判定3-0（30-27、30-27、30-27）
第12試合 UFC世界ライトヘビー級タイトルマッチ 5分5R
○  ダニエル・コーミエ vs.  アレクサンダー・グスタフソン ×
5R終了 判定2-1（48-47、47-48、49-46）
※コーミエが初防衛に成功。

### 各賞
ファイト・オブ・ザ・ナイト： ダニエル・コーミエ vs. アレクサンダー・グスタフソン
パフォーマンス・オブ・ザ・ナイト： アルバート・トゥメノフ、アドリアーノ・マルチンス
各選手にはボーナスとして5万ドルが支給された。